# Aloma of the South Seas
Aloma of the South Seas és una pel·lícula estatunidenca dirigida per Alfred Santell, estrenada el 1941.

## Argument
Un noi natiu del Mar del Sud és enviat als Estats Units per a la seva educació, però retorna a la seva illa després que mori el seu pare, per intentar aturar una revolució.

## Repartiment
- Dorothy Lamour: Aloma
- Jon Hall: Tanoa
- Lynne Overman: Corky
- Phillip Reed: Revo
- Katherine DeMille: Kari
- Fritz Leiber: Gran sacerdot
- Dona Drake: Nea
- Esther Dale: Tarusa
- Pedro de Cordoba: Raaiti
- John Barclay: Ikali
- Norma Jean Nilsson: Aloma, nen
- Evelyn Del Rio: Nea, nen
- Scotty Beckett: Tanoa, nen
- William Roy: Revo, nen
- Noble Johnson: Moukali

## Nominacions
L'any 1942 la pel·lícula va estar nominada a l'Oscar a la millor fotografia en color i a de millors efectes visuals.